# Багдат, Рамазан Саятович
Рамазан Саятович Багдат (каз. Рамазан Саятұлы Бағдат; род. 9 октября 2006, Алма-Ата) — казахстанский футболист, нападающий клуба «Кайрат» и сборной Казахстана до 19 лет.

## Клубная карьера
Футбольную карьеру начинал в 2023 году в составе клуба «Кайрат-Жастар». 15 сентября 2023 года в матче против клуба «Астана М» (5:1) дебютировал в первой лиге Казахстана, выйдя на замену на 80-й минуте вместо Алиби Мухита. 17 мая 2024 года в матче против клуба «Кыран» (10:1) забил дебютный мяч в первой лиге Казахстана. 2 марта 2025 года в матче против клуба «Астана» (1:1) дебютировал в чемпионате Казахстана, выйдя на замену на 90-й минуте вместо Офри Арада.

## Карьера в сборной
4 июня 2024 года дебютировал за сборную Казахстана до 19 лет в матче против сборной Азербайджана до 19 лет (0:2).

## Достижения
«Кайрат»
- Обладатель Суперкубка Казахстана: 2025

## Клубная статистика
| Клуб             | Сезон            | Лига | Лига | Кубки | Кубки | Еврокубки | Еврокубки | Итого | Итого |
| Клуб             | Сезон            | Игры | Голы | Игры  | Голы  | Игры      | Голы      | Игры  | Голы  |
| ---------------- | ---------------- | ---- | ---- | ----- | ----- | --------- | --------- | ----- | ----- |
| Кайрат           | 2025             | 10   | 2    | 1     | 0     | —         | —         | 11    | 2     |
| Кайрат           | Итого            | 10   | 2    | 1     | 0     | —         | —         | 11    | 2     |
| → Кайрат-Жастар  | 2023             | 1    | 0    | —     | —     | —         | —         | 1     | 0     |
| → Кайрат-Жастар  | 2024             | 15   | 11   | —     | —     | —         | —         | 15    | 11    |
| → Кайрат-Жастар  | 2025             | 6    | 4    | —     | —     | —         | —         | 6     | 4     |
| → Кайрат-Жастар  | Итого            | 22   | 15   | —     | —     | —         | —         | 22    | 15    |
| Всего за карьеру | Всего за карьеру | 32   | 17   | 1     | 0     | —         | —         | 33    | 17    |